# 精神科救急入院料病棟
精神科救急急性期医療入院料病棟（せいしんかきゅうきゅうにゅういんりょうびょうとう）とは、精神科における急性期医療の役割を担う精神科救急病棟である。日本では2002年の診療報酬改定にて、精神科救急入院料病棟制度(現在は精神科救急急性期医療入院料病棟に改称)が設定された。
通称「スーパー救急病棟」と呼ばれており、通常の入院治療と比べてマンパワーが必要となるため、医師や看護師を多く配置するよう決められており、診療報酬の入院料が最上位の区分で、精神科病院の経営上重要な位置を占めている。ただし、病床の半分以上が個室であることや、新規の入院患者の6割以上が3か月以内に退院することなど、厳しい条件が定められている。

## 全国の精神科救急入院料認可施設
2017年6月末時点で、精神科救急入院料認可施設は137施設となっている。

### 北海道
- 医療法人社団 旭川圭泉会病院
- 特定医療法人 ときわ病院
- 社会医療法人共栄会 札幌トロイカ病院
- 医療法人社団 五風会 さっぽろ香雪病院
- 医療法人重仁会 大谷地病院

### 岩手
- 社会医療法人智徳会 未来の風せいわ病院

### 宮城
- 宮城県立精神医療センター

### 秋田
- 社会医療法人興生会 横手興生病院

### 山形
- 社会医療法人 公徳会 佐藤病院
- 社会医療法人 二本松会 山形さくら町病院
- 社会医療法人公徳会 若宮病院
- 山形県立こころの医療センター

### 福島
- 医療法人安積保養園 あさかホスピタル
- 財団法人竹田綜合病院

### 茨城
- 茨城県立こころの医療センター

### 栃木
- 栃木県立岡本台病院

### 群馬
- 群馬県立精神医療センター
- 医療法人赤城会三枚橋病院

### 埼玉
- 埼玉県立精神医療センター
- 医療法人秀峰会 北辰病院
- 社会福祉法人シナプス 埼玉精神神経センター
- 医療法人大荘会 久喜すずのき病院
- 埼玉医科大学病院
- 財団法人 西熊谷病院
- 大宮厚生病院

### 千葉
- 千葉県総合救急災害医療センター
- 社会医療法人社団 さつき会 袖ヶ浦さつき台病院
- 国立国際医療研究センター国府台病院
- 地方独立行政法人 総合病院国保旭中央病院
- 国立病院機構下総精神医療センター
- 医療法人静和会浅井病院
- 医療法人同和会千葉病院
- 医療法人社団直樹会磯ヶ谷病院
- 社会医療法人 同仁会木更津病院
- 医療法人学而会 木村病院
- 公益財団法人復光会 総武病院

### 東京
- 一般財団法人 精神医学研究所附属 東京武蔵野病院
- 医療法人社団翠会 成増厚生病院
- 昭和大学附属烏山病院
- 医療法人財団 青渓会 駒木野病院
- 東京都立松沢病院
- 医療法人財団厚生協会 大泉病院
- 医療法人社団薫風会 薫風会山田病院
- 東京都立多摩総合医療センター
- 医療法人財団厚生協会 東京足立病院
- 社会福祉法人桜ヶ丘社会事業協会 桜ヶ丘記念病院
- 医療法人社団碧水会 長谷川病院
- 公益財団法人東京都保健医療公社 豊島病院
- 医療法人社団翠会 陽和病院
- 医療法人社団新新会 多摩あおば病院
- 国立精神・神経医療研究センター病院
- 医療法人社団 成仁 成仁病院

### 神奈川
- 神奈川県立精神医療センター
- 北里大学東病院
- 医療法人誠心会 あさひの丘病院
- 公益財団法人積善会 曽我病院
- 昭和大学横浜市北部病院

### 新潟
- 医療法人崇徳会 田宮病院
- 医療法人恵生会 南浜病院

### 富山
- 富山県立中央病院

### 石川
- 石川県立こころの病院
- 医療法人財団松原愛育会 松原病院

### 福井
- 福井県立病院こころの医療センター
- 公益財団法人松原病院

### 山梨
- 山梨県立北病院

### 長野
- 医療法人芳州会 村井病院
- 長野県立こころの医療センター駒ヶ根
- 医療法人友愛会 千曲荘病院

### 岐阜
- 公益社団法人岐阜病院
- 特定医療法人社団聖泉会聖十字病院

### 静岡
- 公益財団法人復康会 沼津中央病院
- 社会福祉法人聖隷福祉事業団 総合病院聖隷三方原病院
- 医療法人社団宗美会 清水駿府病院
- 静岡県立こころの医療センター
- 公益財団法人復康会 鷹岡病院

### 愛知
- 医療法人生生会 松蔭病院
- 医療法人静心会 桶狭間病院藤田こころケアセンター
- 医療法人資生会 八事病院
- 医療法人 成精会 刈谷病院
- 京ヶ峰岡田病院
- 特定医療法人共和会 共和病院

### 三重
- 社会医療法人居仁会 総合心療センターひなが
- 三重県立こころの医療センター

### 京都
- 京都府立洛南病院
- 医療法人栄仁会 宇治おうばく病院
- 国立病院機構舞鶴医療センター

### 大阪
- 大阪府立病院機構 大阪精神医療センター
- 社会医療法人北斗会 さわ病院
- 医療法人杏和会 阪南病院
- 医療法人養心会 国分病院
- 社会医療法人北斗会 ほくとクリニック病院
- 公益財団法人浅香山病院
- 医療法人爽神堂 七山病院
- 医療法人長尾会 ねやがわサナトリウム

### 兵庫
- 兵庫県立ひょうごこころの医療センター
- 医療法人 恵風会 高岡病院
- 医療法人 山西会宝塚三田病院
- 医療法人財団光明会 明石こころのホスピタル
- 特定医療法人寿栄会 有馬高原病院
- 医療法人 尚生会湊川病院

### 奈良
- 奈良県立医科大学附属病院精神医療センター
- 社会医療法人平和会 吉田病院
- 財団法人信貴山病院 ハートランドしぎさん

### 和歌山
- 和歌山県立こころの医療センター

### 島根
- 島根県立こころの医療センター

### 岡山
- 地方独立行政法人 岡山県精神科医療センター
- 公益財団法人慈圭会 慈圭病院

### 広島
- 医療法人せのがわ 瀬野川病院
- 医療法人社団更生会 草津病院

### 山口
- 山口県立こころの医療センター
- 財団医療法人 水の木会 下関病院

### 愛媛
- 一般財団法人 創精会松山記念病院

### 高知
- 医療法人須藤会 土佐病院

### 福岡
- 医療法人コミュノテ風と虹 のぞえ総合心療病院
- 福岡県立精神医療センター大宰府病院
- 医療法人恵愛会 福間病院
- 医療法人優なぎ会 雁の巣病院
- 医療法人社団豊永会 飯塚記念病院
- 医療法人社団翠会 八幡厚生病院

### 佐賀
- 国立病院機構肥前精神医療センター

### 長崎
- 長崎県精神医療センター

### 熊本
- 社会医療法人芳和会 菊陽病院
- 特定医療法人佐藤会 弓削病院
- 医療法人横田会 向陽台病院

### 宮崎
- 医療法人如月会 若草病院

### 沖縄
- 医療法人卯の会 新垣病院
- 医療法人へいあん 平安病院
- 医療法人天仁会 天久台病院

### 北海道
- 市立札幌病院

### 千葉
- 成田赤十字病院

### 神奈川
- 済生会横浜市東部病院
- 横浜市立みなと赤十字病院
- 横浜市立大学附属市民総合医療センター

### 大阪
- 大阪府立急性期・総合医療センター
- 大阪市立総合医療センター

### 奈良
- 奈良県立医科大学附属病院精神医療センター

### 徳島
- 徳島県立中央病院

### 宮崎県
- 県立宮崎病院

## 精神科救急急性期医療入院料の医療費
入院初日から30日以内と31日以上から90日以内とで1日あたりの入院料が異なる。この入院料には、精神科救急医療で、概ね標準化されている検査や投薬、画像診断、病理診断などの費用は含まれるが、入院精神療法や作業療法といった精神科専門療法、麻酔、放射線治療、精神科退院指導料など、別途加算される費用などもあるため、
医療費の総額は、受けた治療の種類や回数などによって変わってくる。そのため、3か月間の入院のうち、医療費は最初の1か月間は2 - 3か月目よりも高くなる傾向にあり、1か月あたりに平均化すると概ね106万円前後である。これに加えて、食事代と入院生活における日用品代（洗濯代、おむつ代、理髪代など）がかかり、また、人によってはタバコやジュースなどの嗜好品の費用が必要となる。差額ベッド代が設定されている病室を利用する場合は、差額ベッド代が必要になる。
医療費の7割は健康保険で支払われるため、1か月の自己負担分は3割の約31万8,000円前後であるが、家計の負担が軽くなるよう高額療養費制度を利用することができる。高額療養費制度は、健康保険に加入している本人とその家族にも適用され、収入や年齢に応じて自己負担する金額の上限（自己負担限度額）が決まる。一旦病院の会計窓口で3割分を支払い、加入している健康保険の団体に高額療養費を申請することにより、上限を超えた分は、後日払い戻される。
ただし、払い戻されるまでには通常3か月以上かかり、食事代や日用品代などは対象にならない。そこで国民健康保険の場合は、役所へ申請し、健康保険限度額適用認定証（適用認定証）を取得して会計窓口に提示すると、払い戻される分が会計窓口で予め差し引かれ、自己負担限度額を支払うだけで済む。適用認定証は1年に1度更新手続きがある。国民健康保険（社会保険）の保険料を滞納している人は、適用認定証が取得できない場合や、保険診療について10割負担となる場合がある。
生活保護を受給している人が入院した場合、医療費と食事代は生活保護費として支払われるため、これらの自己負担はない。ただし、日用品、嗜好品などの費用は会計窓口で支払うことになる。入院時に生活保護を受給していなくても、入院中に生活保護を申請し、受給が決定したら、申請日に遡って生活保護が受けられるため、医療費と食事代は生活保護費から支払われる。